# Zevenlandenhuizen

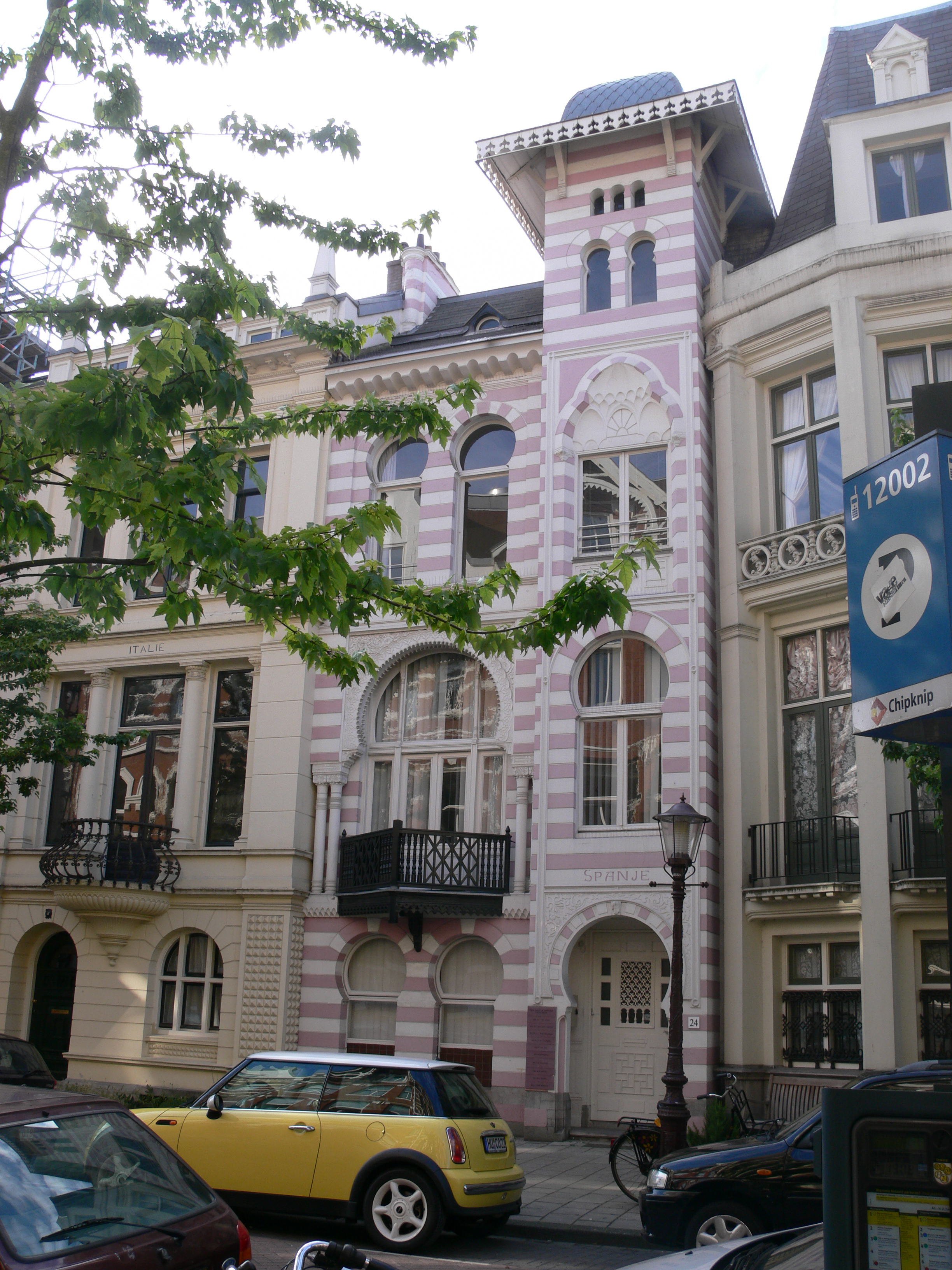
Zevenlandenhuizen: Italië en Spanje

Zevenlandenhuizen is een rij huizen in de Roemer Visscherstraat in de Amsterdamse Vondelparkbuurt.

## Geschiedenis
Het is een van de bekendste werken van de Nederlandse architect Tjeerd Kuipers uit 1894, gebouwd in een van de neostijlen, het eclecticisme in opdracht van de Amsterdamse Sam van Eeghen. Het is een rij van zeven woonhuizen, waarbij elk huis een bouwstijl uit een ander Europees land vertegenwoordigt. In de architectuur bestond in de negentiende eeuw een romantisch verlangen naar wat ver weg was, het zogenaamde exotisme.

## Zeven landen
De zeven huizen tonen achtereenvolgens de bijdrage van zeven landen aan de geschiedenis van de bouwkunst:
- nr. 20 Duitsland: de romantische bouwstijl met spitsboog vensters
- nr. 22 Frankrijk: een bouwwerk beïnvloed door de stijl van een Loire-kasteel
- nr. 24 Spanje: een villa geïnspireerd op de bouwstijl in Granada met Moorse invloeden
- nr. 26 Italië: een Italiaans paleis (Palazzo)
- nr. 28 Rusland: een kathedraal met een uivormige koepel
- nr. 30 Nederland: een woonhuis in de renaissance stijl
- nr. 30A Engeland: een pand in de typisch Engelse cottagestijl

## Fotogalerij

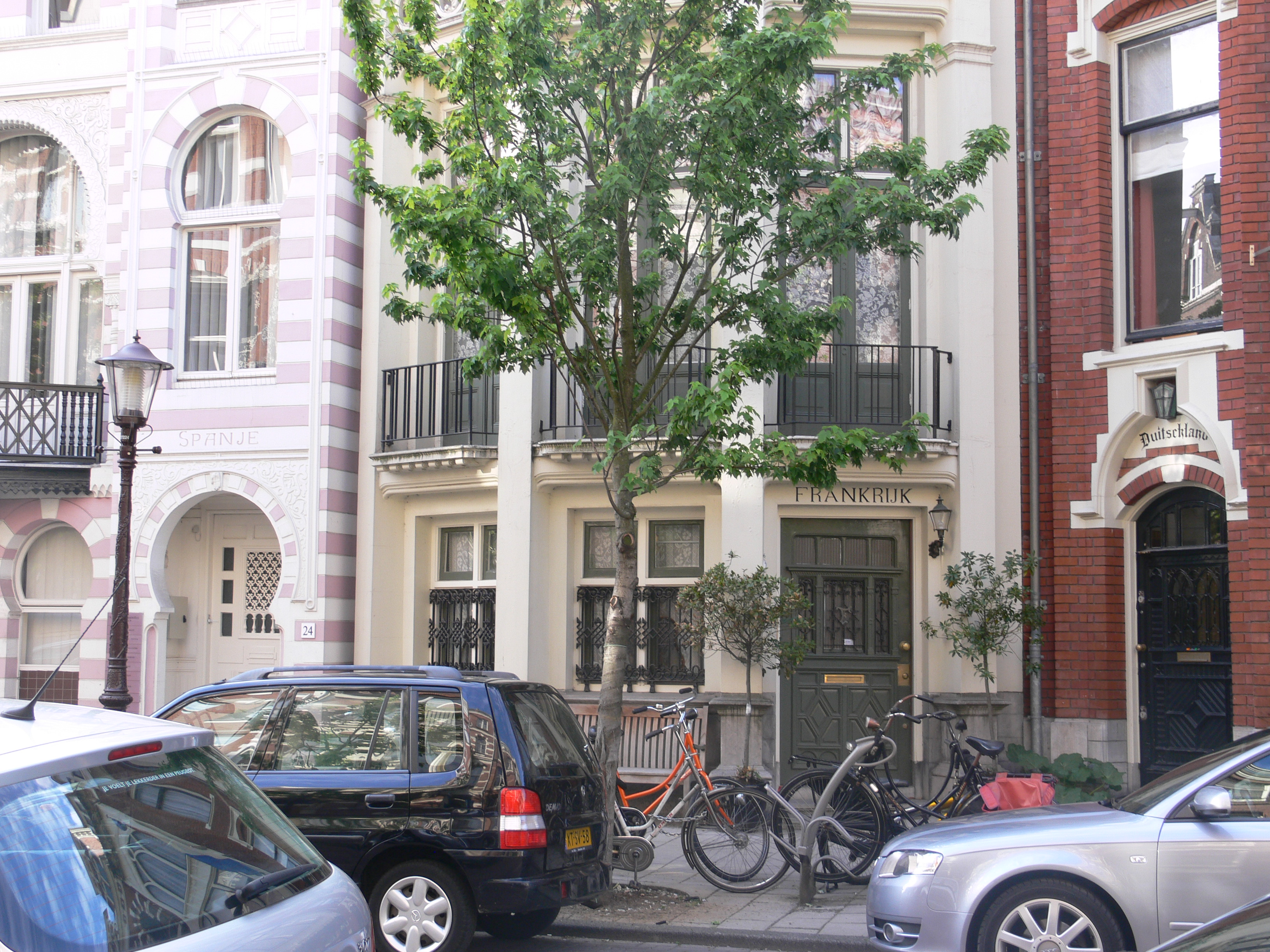
Frankrijk
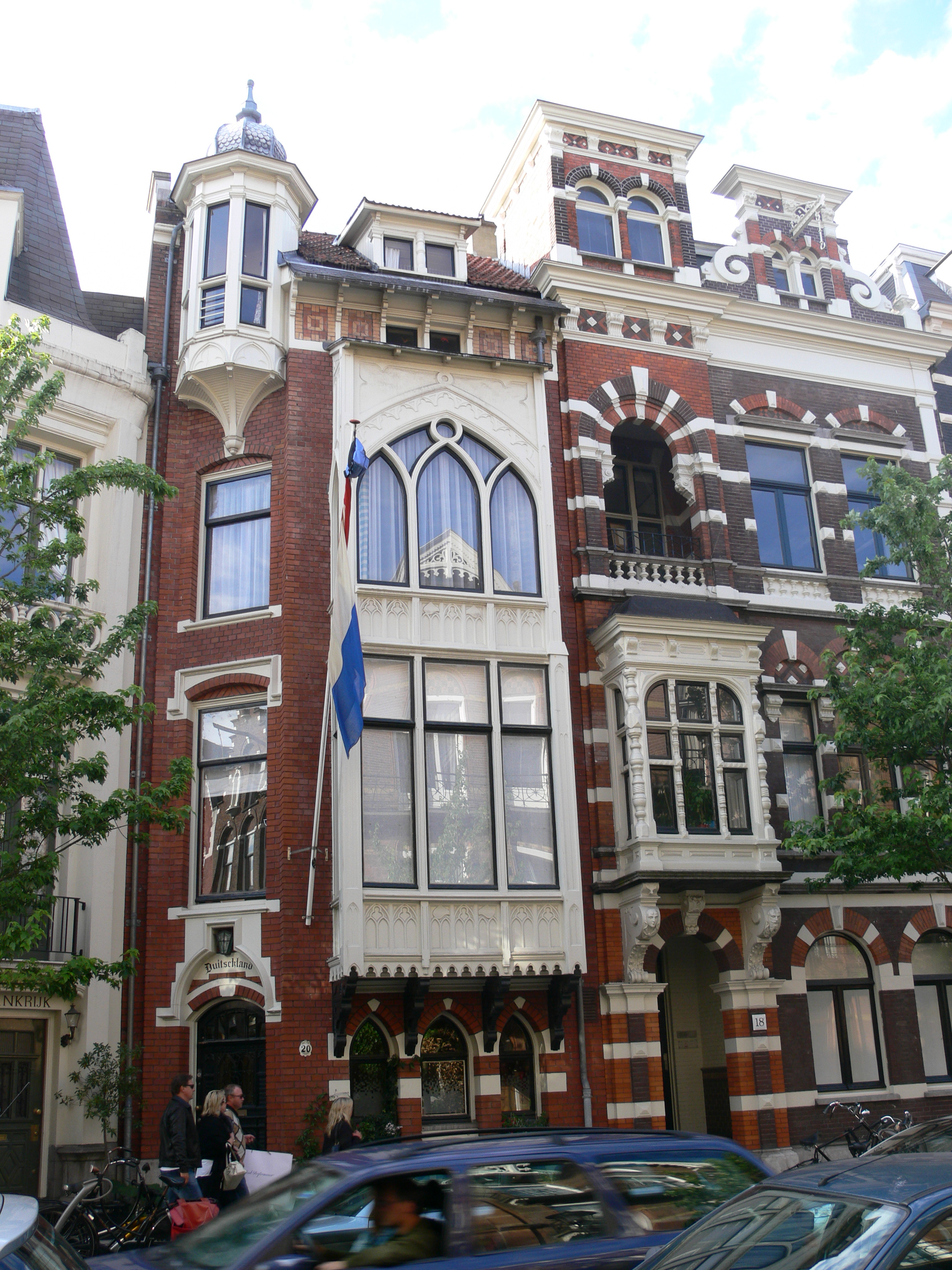
Duitsland
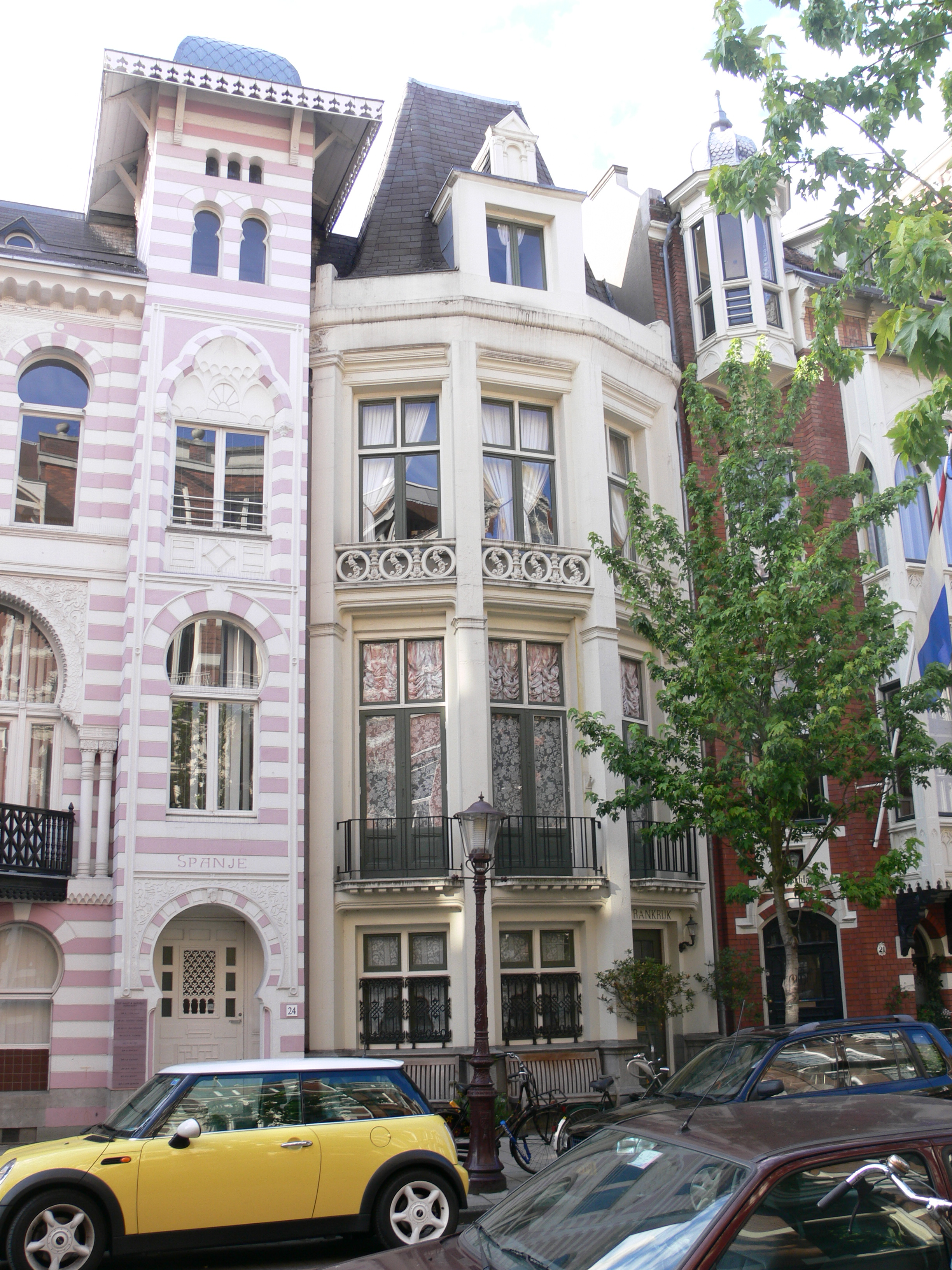
Spanje en Frankrijk